# 北沙尼治
北沙尼治（英語：North Saanich）是加拿大卑詩省西南部首府地區一個區域自治體（district municipality），坐落溫哥華島東南部沙尼治半島的北端，離省府維多利亞以北約25公里。北沙尼治東西分別瀕臨佐治亞海峽和沙尼治内灣，南鄰中沙尼治，東面從三方包圍悉尼。據2011年加拿大人口普查所示，北沙尼治區內人口為11089人。
北沙尼治區於1905年首度設立地方政府，當時的管轄範圍包括悉尼，而行政總部亦設於悉尼。然而由於區内人煙稀少，稅基狹窄，區政府因此於1911年解散。加拿大軍方於1940年在現維多利亞國際機場設立基地，約一萬名軍方人員隨之進駐此帶地域，帶旺當地經濟，悉尼亦於1952年建制為村。北沙尼治餘下地域的居民則於1956年申請設立北沙尼治消防區（North Saanich Fire Prevention District），並向其賦予擁有物業、納稅和借貸的權力。北沙尼治再於1965年8月19日正式建制為區域自治體。
首府地區内兩座主要交通設施－維多利亞國際機場和施瓦茨灣卑詩渡輪碼頭－皆位於北沙尼治區境内，前者提供航班前往溫哥華、卡加利、基隆拿和多倫多等地點，後者則提供渡輪航線前往低陸平原三角洲、鹽泉島及其他海灣群島。施瓦茨灣碼頭也是卑詩省17號公路溫哥華島段的北端起點，向南通往維多利亞。

## 外部連結
- 维基共享资源上的相關多媒體資源：北沙尼治
- （英文）Welcome to North Saanich（页面存档备份，存于）－北沙尼治區政府官方網站